# Paradrypetes ilicifolia
Paradrypetes ilicifolia är en tvåhjärtbladig växtart som beskrevs av João Geraldo Kuhlmann. Paradrypetes ilicifolia ingår i släktet Paradrypetes, och familjen Rhizophoraceae. Inga underarter finns listade i Catalogue of Life.